# Église de l'Exaltation-de-la-Sainte-Croix de Rountzenheim
L'église de l'Exaltation-de-la-Sainte-Croix est un monument historique situé à Rountzenheim, dans le département français du Bas-Rhin.

## Localisation
Ce bâtiment est situé à Rountzenheim.

## Historique
L'édifice fait l'objet d'une inscription au titre des monuments historiques depuis 1934.

## Architecture

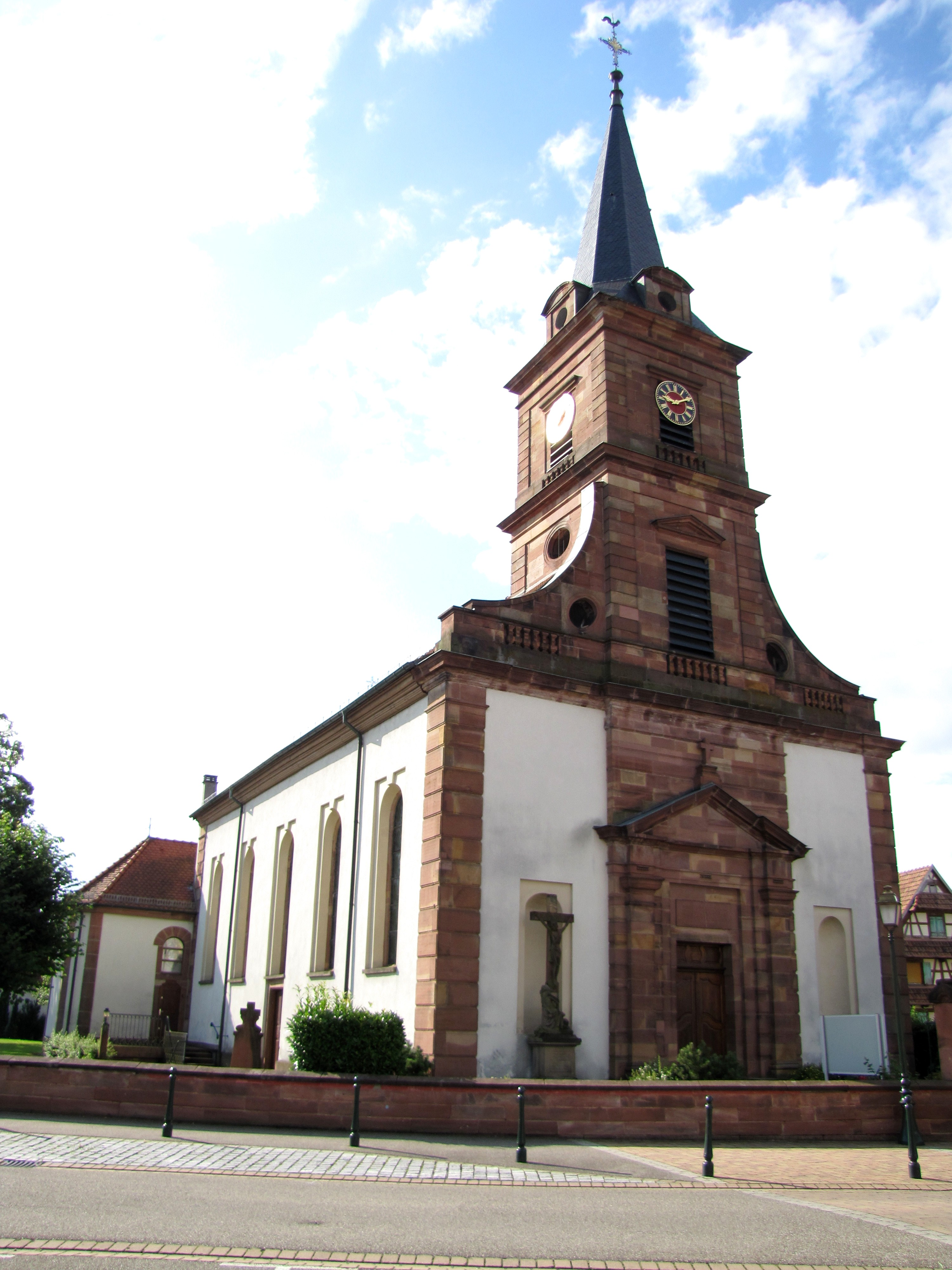
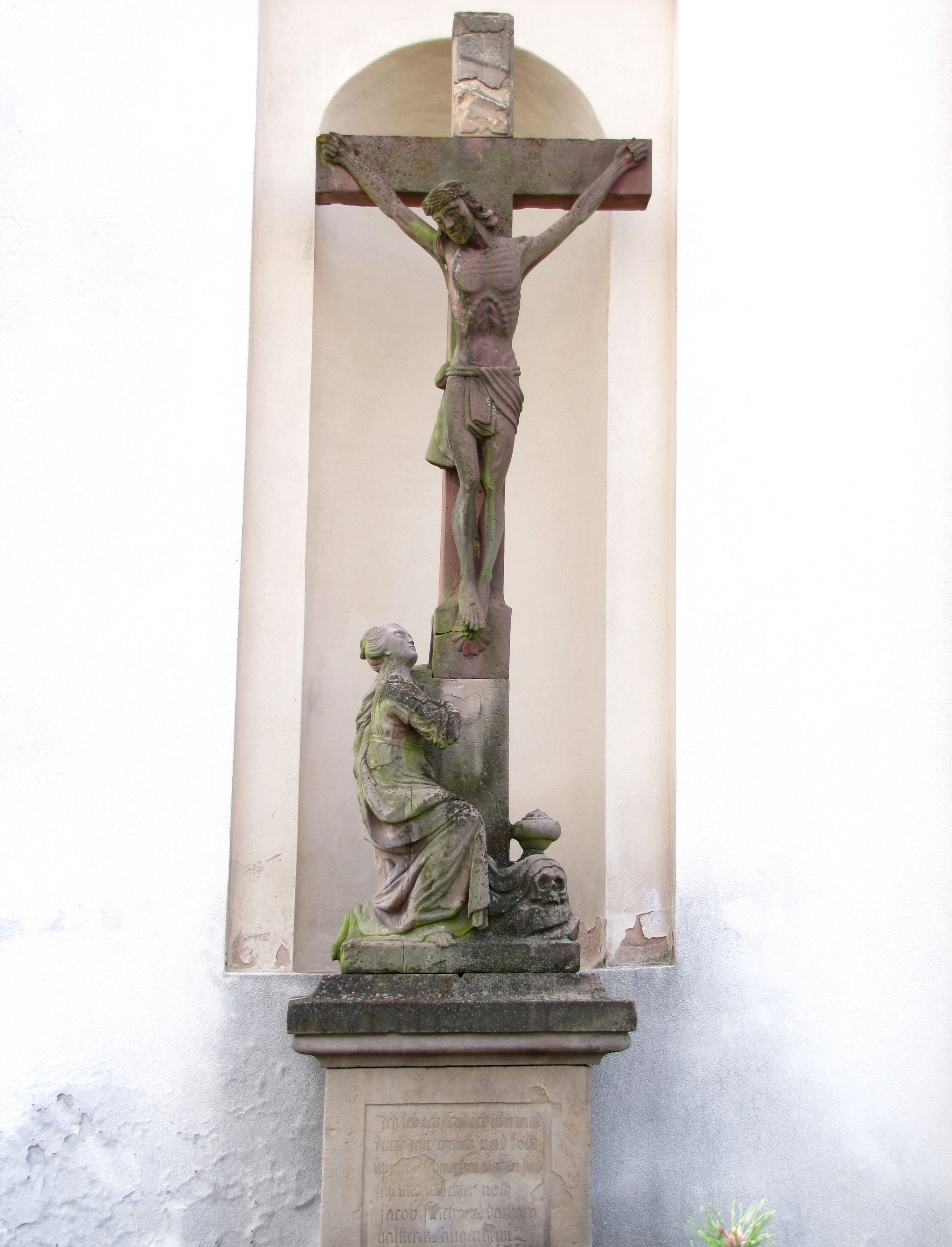
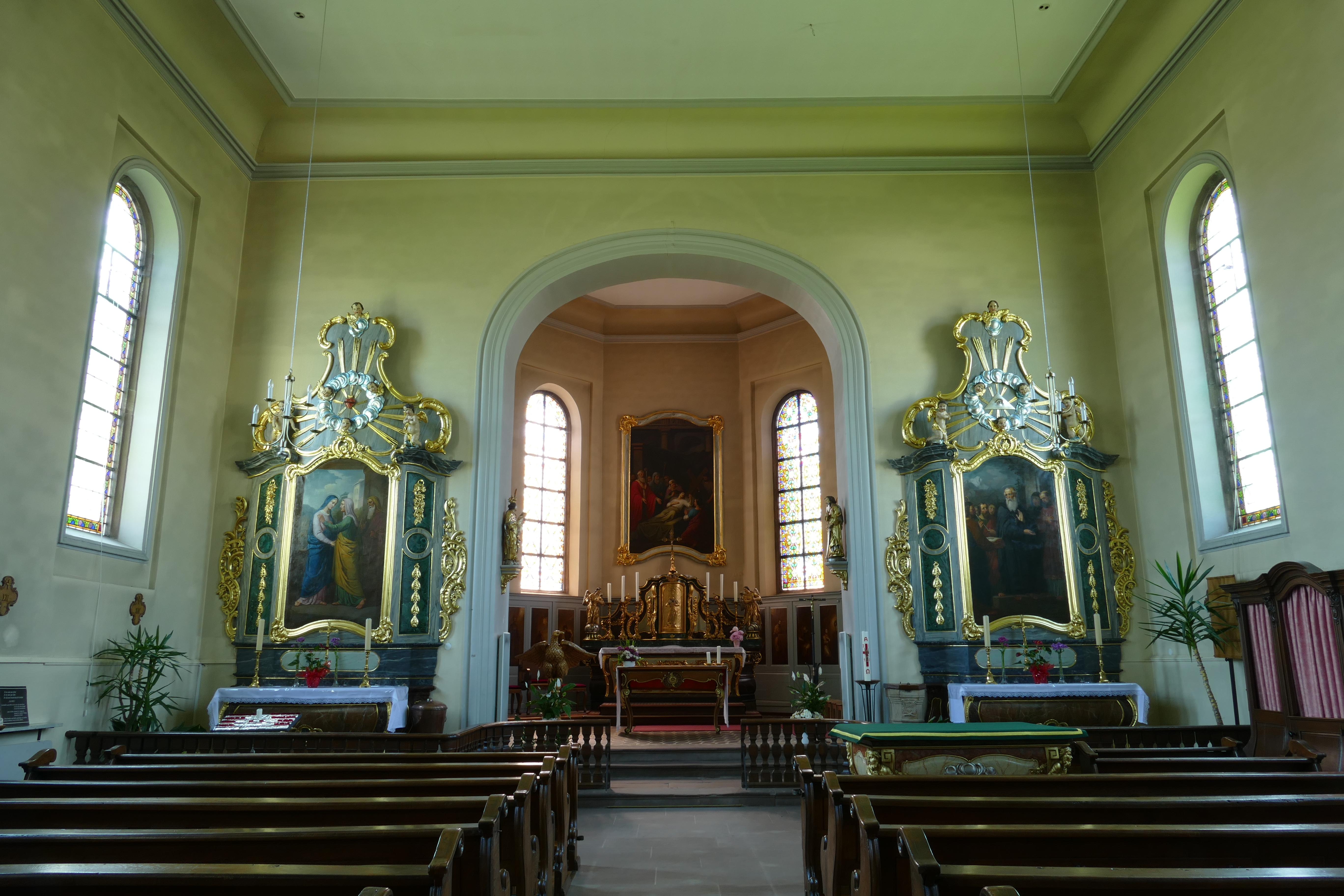
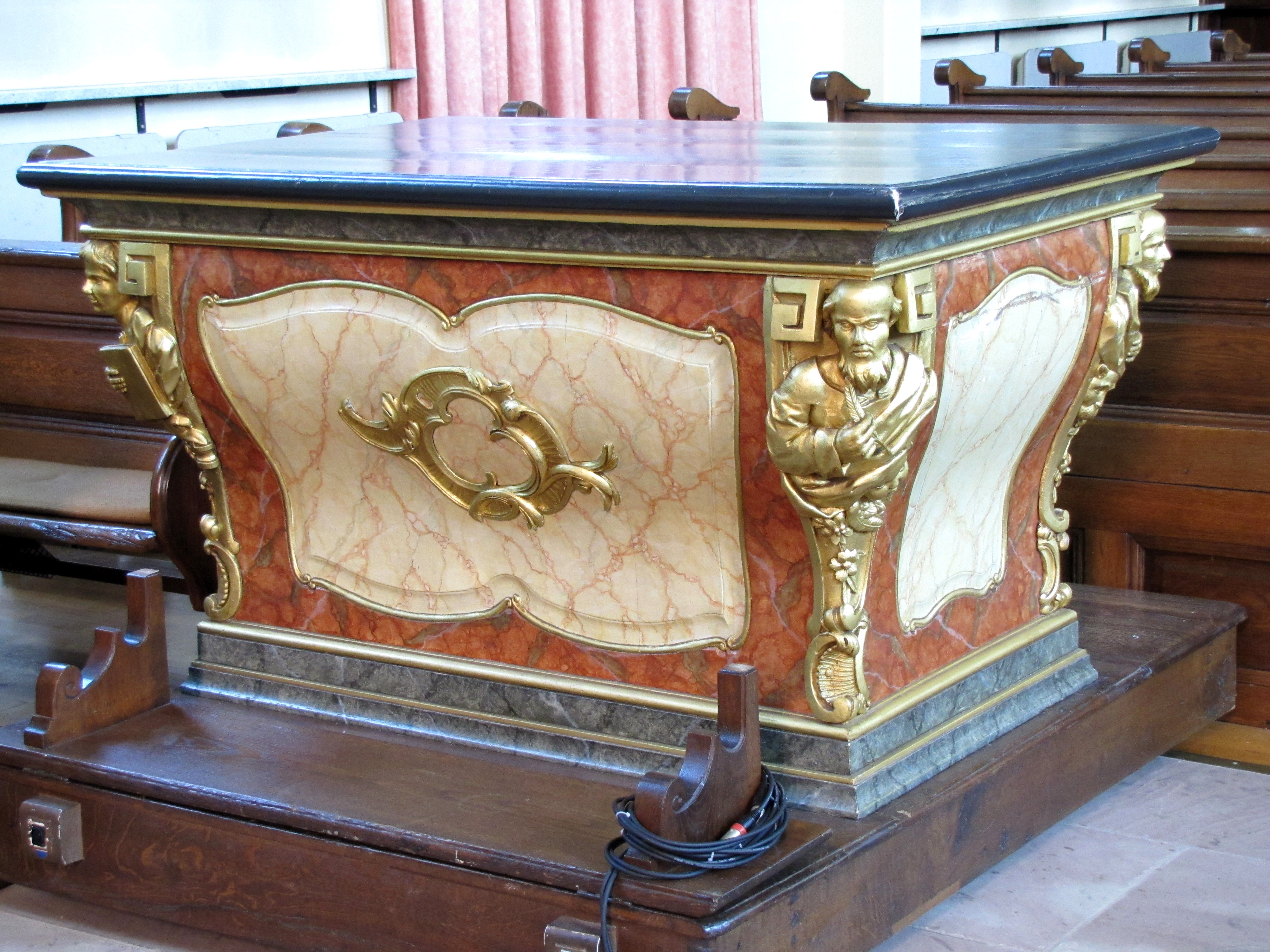
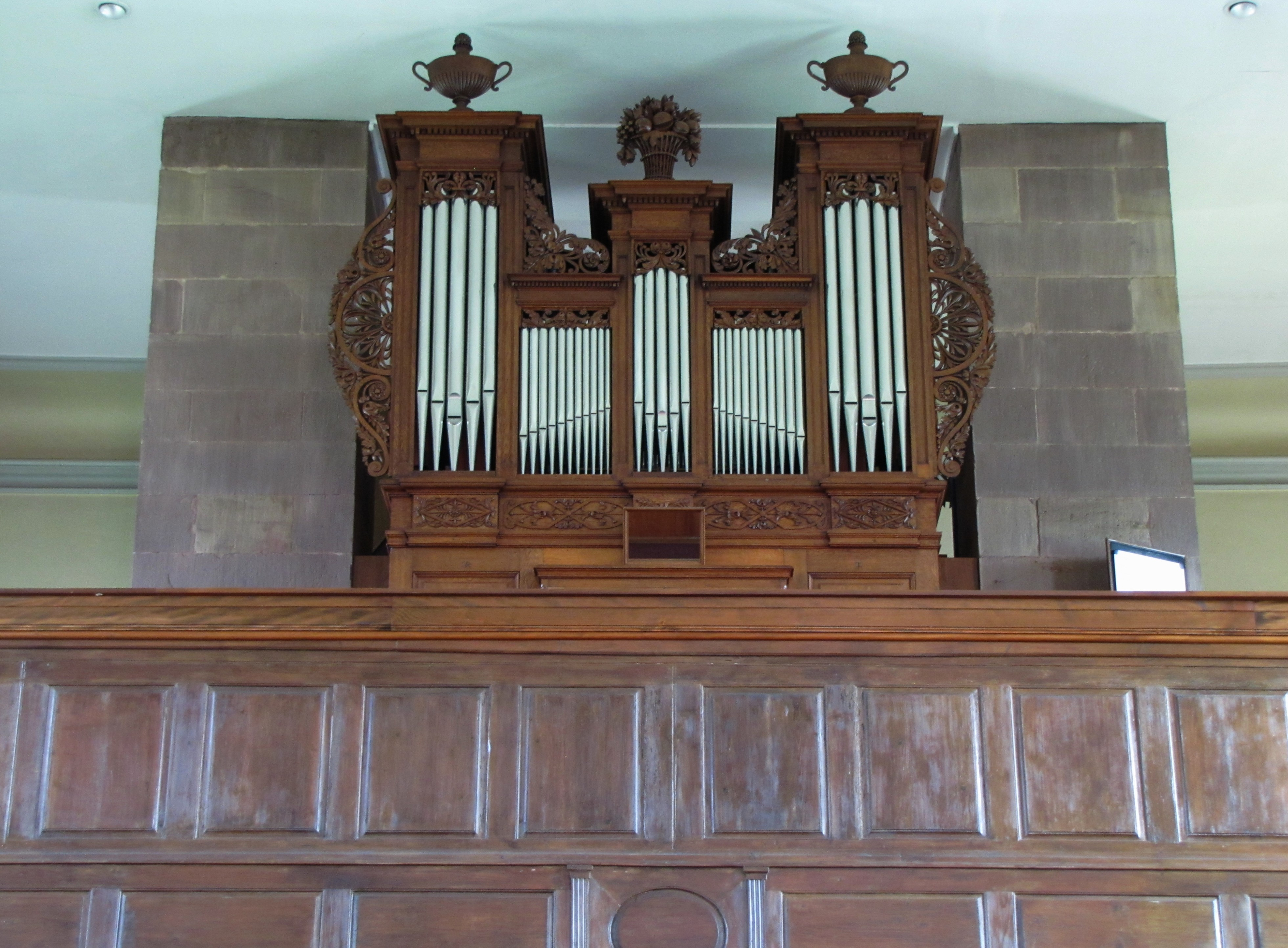